# Raymond Riotte
Pour les articles homonymes, voir Riotte.
Raymond Riotte est un ancien coureur cycliste sur route français, né le 16 février 1940 à Sarry (Yonne).

## Biographie
Raymond Riotte commence la compétition cycliste en 1962 au Vélo Club Auxerrois (VCA) dans l'Yonne. Il a alors 22 ans et débute en 4e catégorie FFC. Ses débuts sont fracassants avec quatre victoires dès sa première saison. Il fait ensuite les beaux jours de l'ESO Sainte Colombes/Seine (21) à partir de 1963 et du CC Varennes-Vauzelles (58). Professionnel de 1966 à 1975, il remporte 22 courses. 
Il participe à huit Tours de France avec comme meilleur classement 34e en 1971. Au Tour de France 1967, Raymond Riotte remporte la 12e étape de Digne à Marseille. Quatre jours auparavant, il porte le maillot jaune durant la 7e étape.
Il est équipier dans des équipes différentes de Jacques Anquetil, Bernard Thévenet, Raymond Poulidor, Lucien Aimar et de Lucien Van Impe.

## Palmarès

### Palmarès année par année
- 1965
  - Champion de Bourgogne des indépendants
- 1966
  - 2e du championnat de France amateur hors catégorie
  - 10e de Paris-Luxembourg
- 1967
  - Bordeaux-Saintes
  - 4ea étape du Grand Prix du Midi libre
  - 12e étape du Tour de France
  - 2e de la Promotion Pernod
  - 3e du championnat de France sur route
  - 5e de Bordeaux-Paris
- 1968
  - 2e du Tour de l'Hérault
  - 3e de la Promotion Pernod
  - 5e des Quatre Jours de Dunkerque
- 1969
  - Grand Prix de Saint-Tropez
  - Paris-Camembert
  - 4ea étape du Tour du Pays basque
  - 2e étape du Tour du Nord
  - 2e du Grand Prix du Petit Varois
  - 2e du Tour de l'Hérault
- 1970
  - 2e des Boucles de la Seine
  - 3e du Grand Prix de Fréjus
- 1971
  - 7ea étape de Paris-Nice
  - 4ea étape de la Semaine catalane
- 1972
  - 2e du Tour du Nord
  - 3e du Trophée des Grimpeurs

### Résultats sur les grands tours

#### Tour de France

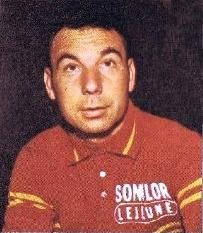
Raymond Riotte en 1972.

8 participations :
- 1967 : 72e, vainqueur de la 12e étape,  maillot jaune pendant 1 jour
- 1968 : abandon (18e étape)
- 1969 : 80e
- 1970 : 72e
- 1971 : 34e
- 1972 : 48e
- 1973 : 78e
- 1974 : 79e

#### Tour d'Espagne
1 participation
- 1967 : 53e